# Asper Kanojo
Asper Kanojo (アスペル・カノジョ lit Novia Asper?) es una serie web de manga escrita por Sohachi Hagimoto e ilustrada por Renji Morita. Fue serializada en la plataforma digital de Kodansha Comic Daysja de marzo de 2018 a enero de 2021, siendo compilada en doce volúmenes tankōbon.

## Trama
Taku Yokoi es alguien con problemas para socializar, razón por la cual se va de su casa para irse a vivir a Tokio donde finalmente se dedica como mangaka realizando doujinshis y mangas independientes, consigue teniendo éxito con los ecchis/eroges mientras que sus obras no eróticas son ignoradas por la gente, debido a ello aparte de dedicarse a realizar mangas también por las noches trabaja como repartidor con lo cual consigue vivir cada mes, suele tener una vida casi normal, pero todo cambia cuando recibe la visita de Megumi Saito, quien viene de Tottori, y le dice que es una gran fan de sus obras, y luego por diferentes circunstancias termina viviendo con Taku, y es ahí al ver el comportamiento de Megumi, Taku se da cuenta de que ella no es como los demás, y es aquí donde empieza un proceso donde ambos tendrán un cambio.

## Personajes

### Principales
Taku Yokoi (横井拓 Yokoi Taku?)
Un mangaka novato que se fue a vivir solo en Tokio para distanciarse de la gente en especial de su familia, ha realizado doujinshis, mangas eroges o ecchis y normales pero estos últimos son ignorados por la gente, aparte para subsistir también se dedica en las noches a repartir periódicos, su vida cambia cuando recibe la visita de Megumi quien le dice que es una gran fan suya de sus obras, y por diferentes situaciones ella termina viviendo con el, con el paso del tiempo terminan teniendo una relación.
Megumi Saito (斉藤めぐみ Saitō Megumi?)
Una joven oriunda de Tottori, que tiene el síndrome de asperger, lo cual le ha hecho tener diferentes problemas, entre ellos bullying, rechazo familiar, depresión y ha llegado a tener pensamientos suicidas, por diferentes circunstancias de la vida termina conociendo los trabajos de Taku, y termina identificandose con uno de ellos, lo que hace que viaje hacia Tokio, con tal de conocerlo en persona, y luego de conocerlo y decirle lo mucho que admira su trabajo, por las propias circunstancias familiares termina viviendo con Taku, y con el paso del tiempo ambos desarrollan sentimientos y teniendo una relación.

### Secundarios
Ayano Ikegami (池上彩乃 Ikegami Ayano?)
Azuza Shimizu (清水あずさ Shimizu Azusa?)
Madoka Ogura (小倉まどか Ogura Madoka?)
Takamatsu (高松市 Takamatsu-shi?)

## Publicación
Escrito por Sohachi Hagimoto e ilustrado por Renji Morita, That's My Atypical Girl fue serializado en la plataforma de manga digital de Kodansha ja del 6 de marzo de 2018,  al 26 de enero de 2021.  Kodansha recopiló sus capítulos en doce volúmenes tankōbon, publicados desde el 11 de julio de 2018,  hasta el 12 de mayo de 2021.
En América del Norte, el manga fue licenciado por Kodansha USA . 

### Volúmenes
| Núm. | Fecha de publicación     | ISBN                   |
| ---- | ------------------------ | ---------------------- |
| 1    | 11 de julio del 2018     | ISBN 978-4-06-512034-7 |
| 2    | 14 de noviembre del 2018 | ISBN 978-4-06-513565-5 |
| 3    | 13 de marzo del 2019     | ISBN 978-4-06-514809-9 |
| 4    | 7 de mayo de 2019        | ISBN 978-4-06-515200-3 |
| 5    | 9 de octubre de 2019     | ISBN 978-4-06-517295-7 |
| 6    | 12 de febrero del 2020   | ISBN 978-4-06-518480-6 |
| 7    | 13 de mayo del 2020      | ISBN 978-4-06-519543-7 |
| 8    | 11 de agosto del 2020    | ISBN 978-4-06-520201-2 |
| 9    | 11 de noviembre del 2020 | ISBN 978-4-06-521377-3 |
| 10   | 10 de febrero del 2021   | ISBN 978-4-06-522298-0 |
| 11   | 14 de abril del 2021     | ISBN 978-4-06-522943-9 |
| 12   | 12 de mayo del 2021      | ISBN 978-4-06-523317-7 |

## Lectura adicional
- Marui, Kanako (13 de junio de 2019). Da Vinci News (en japonés). Kadokawa Corporation https://web.archive.org/web/20240721013556/https://ddnavi.com/review/538706/a/ |urlarchivo= sin título (ayuda). Archivado desde el original el 21 de julio de 2024. Parámetro desconocido |script-title= ignorado (ayuda)
- Draper Carlson, Johanna (18 de julio de 2021). «That’s My Atypical Girl Volume 1». Comics Worth Reading. Archivado desde el original el 14 de abril de 2024.
- Silverman, Rebecca (4 de agosto de 2021). «That's My Atypical Girl GN 1 – Review». Anime News Network. Archivado desde el original el 30 de enero de 2024.